# گراند چاولارد
گراند چاولارد (به لاتین: Grand Chavalard) یک کوه در سوئیس است که در کانتون وله واقع شده‌است. گراند چاولارد ۲٬۸۹۹ متر بالاتر از سطح دریا واقع شده‌است.